# Phryxe bellierella
Phryxe bellierella är en tvåvingeart som beskrevs av Robineau-desvoidy 1863. Phryxe bellierella ingår i släktet Phryxe och familjen parasitflugor.
Artens utbredningsområde är Frankrike. Inga underarter finns listade i Catalogue of Life.